# Hagen (brandenburgisches Adelsgeschlecht)

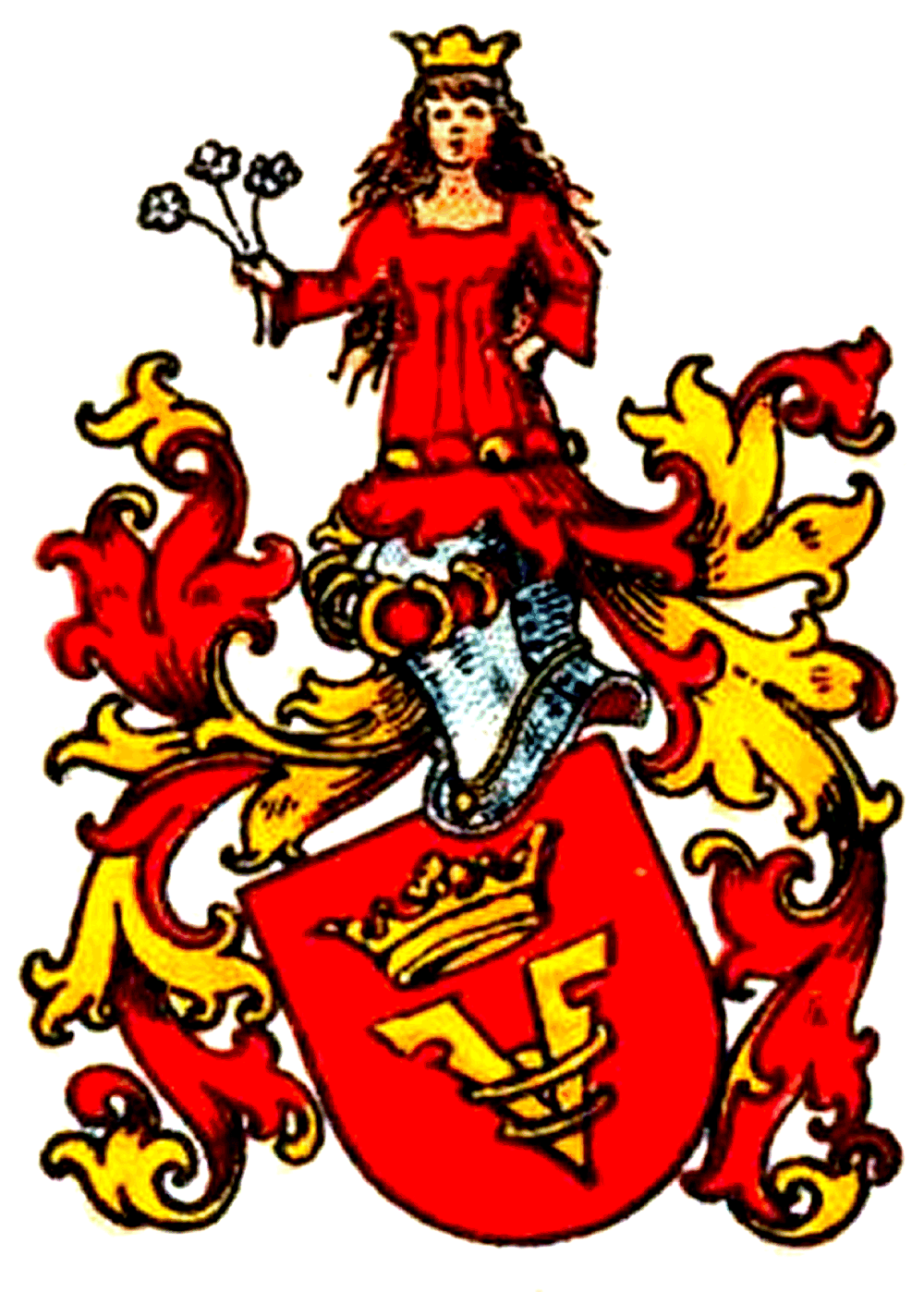
Wappen derer von der Hagen

Die von der Hagen sind ein markbrandenburgisches Uradelsgeschlecht. Die erste urkundliche Erwähnung mit Petrus de Hage in Wusterhausen/Dosse datiert auf das Jahr 1307. Die direkte Stammreihe beginnt mit Hans von dem Hage. Er erschien zwischen 1370 und 1378 im Gefolge des Grafen Albrecht von Lindow und wird 1381 als Vasall des Erzbischofs von Magdeburg genannt.

## Geschichte
Aufgrund der Namens- und Wappensgleichheit liegt es nahe, dass die von der Hagen sich auf die im hessischen Wetteraukreis beheimatete Familie von Hagen-Münzenberg zurückführen lassen. Mit der Ostkolonisation gelangten Mitglieder der Familie in die Gegend des heutigen Havellandes. Bis 1376 gehörten die Stadt und das Ländchen Rhinow den Grafen von Lindow-Ruppin, die sie 1377 an Kaiser Karl IV. herausgeben mussten. 1386 gelangte Rhinow als Pfand in den Besitz des Bischofs von Brandenburg, der es weiter verpfändete. 1441 kam fast das gesamte Ländchen Rhinow für die nächsten 500 Jahre in den Besitz der Familie von der Hagen als markgräflich brandenburgische Lehensnehmer. Zur Verteidigung ihrer Besitzungen erbauten sie mehrere feste Häuser und Burgen entlang der Havel.
Das Geschlecht teilte sich in zwei Linien auf, die Hohennauensche und die Mühlenburgische, mit verschiedenen Besitzungen.
Im 17. Jahrhundert wurde das Rittergut Hohennauen in vier Teile gegliedert. Einen Teil besaß ab 1692 Johann Gottfried von Rauchhaupt. Die Burg war bereits nach dem Dreißigjährigen Krieg völlig verfallen, an ihrer Stelle erbaute Rauchhaupt um 1700 ein Herrenhaus als Fachwerkgebäude. Die anderen Teile blieben unter der Familie von der Hagen vereinigt. Ab 1692 bzw. 1731 bestanden zwei Herrensitze. Zwischen 1781 bzw. 1802 wurden das Rauchhaupt'sche Gut mit Wassersuppe, Witzke, Schönholz und Elslake majorisiert; das Majorat kam an die von Bornstedt, später an die von Kleist, die es bis 1945 besaßen. Die Familie von der Hagen, die bis dahin in einem einfachen Fachwerkgebäude gewohnt hatte, errichtete im Jahre 1792 am nördlichen Ende des Gutsparkes ein kleines Schloss.
Die ursprünglich slawische Mühlenburg bei Rhinow wurde im Zuge der Deutschen Ostsiedlung übernommen und um 1200 zur Sicherung des Übergangs über den Rhin weiter ausgebaut. 1441 kam mit fast dem gesamten Ländchen Rhinow auch die Mühlenburg in den Besitz der Familie von der Hagen. Sie wurde nach dem Dreißigjährigen Krieg aufgegeben, jedoch übernahm die Familie in der Nähe einige wüst gewordene Höfe um Rhinow (Alter Hof, Neuer Hof).
Im Einschreibebuch des Klosters Dobbertin befinden sich zwei Eintragungen von Töchtern der Familien von Hagen aus dem Hause Gülzow, Zibühl und Stieten aus den Jahren 1733–1789 zur Aufnahme in das dortige adelige Damenstift. Charlotta Sophia von Hagen (1729–1818) war von 1800 bis 1818 als Domina die Vorsteherin des Konvents. Ihr Wappenschild mit zwei anhängenden Ordenskreuzen befindet sich auf der Nonnenempore in der Klosterkirche.
Teil der bestehenden Familien-Stiftung derer von, vom und von der Hagen war eine auf 1781 zurückgehende Stipendium-Stiftung der verwitweten Hyppolita von der Hagen.
Preußische Adelslegitimation am 5. April 1803 in Berlin unter Beilegung des väterlichen Namens und Wappens für Friedrich Heinrich von der Hagen (1780–1856), natürlicher Sohn des Leopold von der Hagen (1747–1814), Gutsherr auf Schmiedeberg (Angermünde, Uckermark).
Die Mitglieder der uradeligen von der Hagen waren frühzeitig schon im 18. Jahrhundert aktiv im Johanniterorden. Die Söhne gingen zumeist auf bekannte Adelsalumnate, besonders häufig an der Ritterakademie zu Brandenburg.
Die brandenburgischen Begüterungen Hohennauen, Rhinow, Schmiedeberg und Stölln waren bis zur sogenannten Bodenreform 1945–1948 in der Sowjetisch Besetzten Zone (SBZ) im Familienbesitz. Die Bodenreform bedeutete den Kreisverweis und die entschädigungslose vollständige Enteignung der meisten Familienmitglieder. In Rhinow stellte die Witwe Eva von der Hagen, Tochter des Widerstandskämpfers Paul von Hase, einen Antrag auf Siedlerland des enteigneten Gutes und lebte noch 1953 als Siedlerin in Rhinow. Den alten Fideikommiss Hohennauen erbte die Witwe des Dr. phil. Thomas Philipp von der Hagen (1881–1940) Margret, geborene Köster aus Bremen, wieder verheiratete von Graefe. Seine berühmte Bibliothek befand sich im Herrenhaus Hohennauen.

## Wappen
In Rot zwei spitz gegeneinander gestellte silberne Zelthaken, in zwei goldenen Ringen stehend, überhöht von einer goldenen Blätterkrone. Auf dem Helm mit rot-goldenen Decken eine wachsende rot gekrönte Jungfrau mit herabfallendem blondem Haar, in der Rechten einen Zweig mit drei roten Rosen emporhaltend, die Linke eingestemmt.

## Namensträger von der Hagen
- Thomas Philipp von der Hagen (1729–1797), märkischer Genealoge und Historiker, Domherr von Brandenburg, Kommendator des Johanniterordens zu Wietersheim, Domherr zu Havelberg, Gutsherr auf Hohennauen[8]
- Cuno Friedrich von der Hagen (1733–1762), Hauptmann,[9] gefallen bei Burkersdorf[10][11], Adjutant des Prinzen August Wilhelm
- Friedrich Heinrich von der Hagen (1780–1856), Germanist
- Albert von der Hagen (1801–1878), kgl. preuß. Wirklicher Geheimer Rat, ehem. Vize-Präs. d. Ober-Tribunals Berlin, Dr. phil.[12]
- Otto von der Hagen (1805–1875), auf Buchholz, von 1851 bis 1873 Landrat d. Kreises Ost-Sternberg; Bruder d. Vorgenannten
- Waldemar von der Hagen (1839–1889), deutscher Verwaltungsbeamter und Rittergutsbesitzer
- Hans Heinrich von der Hagen (1865–1933), Ritterschaftsrat und Rittergutsbesitzer
- Tronje Hans von der Hagen (1896–1983), Rittergutsbesitzer auf Stölln, Major a. D.[13]

## Familiensitze
I. Linie:
- Hohennauen bei Rhinow (seit 1486)

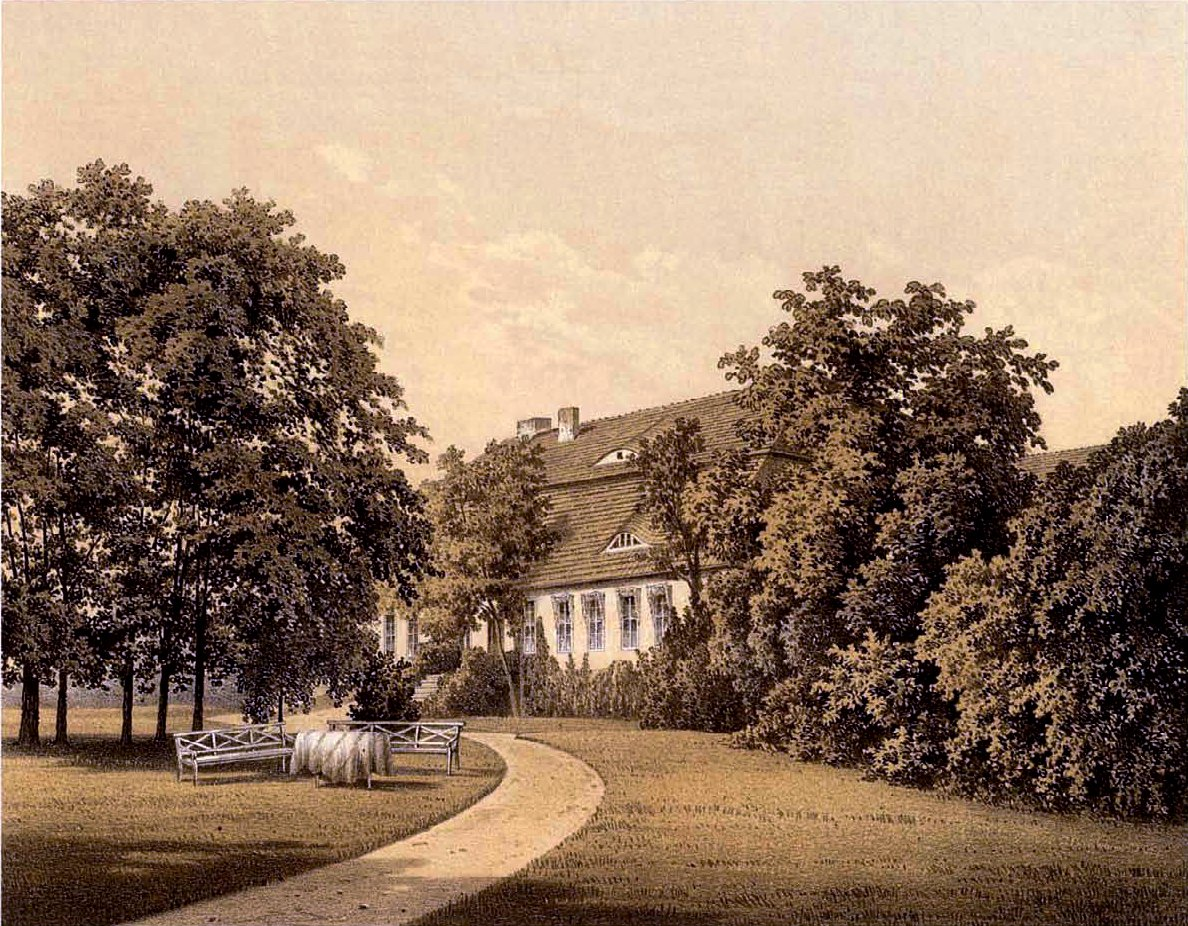
Gut Stölln nach Sammlung Alexander Duncker 1881/1883

- Witzke (Seeblick) (Ortsteil von Seeblick)
- Wassersuppe (Ortsteil von Seeblick)

II. Linie:
- Rhinow
- Mühlenburg bei Rhinow (seit 1441)
- Stölln

ferner:
- Langen (18. Jh.)
- Ketzür (I.)
- Nackel (ab 18. Jh.)

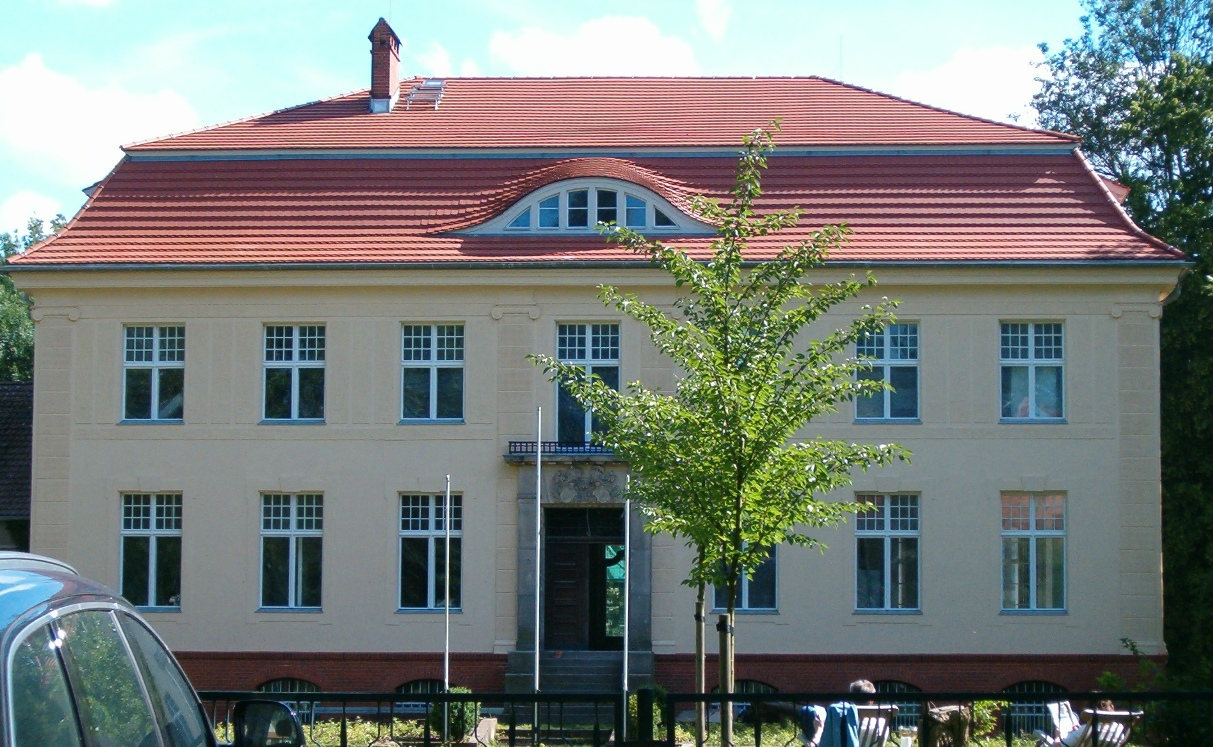
Herrenhaus Nackel, um 1906 für Alexander von der Hagen errichtet

- Schmiedeberg (Uckermark) (seit 1698)[14]

## Gleichnamige Adelsgeschlechter
Zu beachten ist, dass es verschiedene andere Adelsfamilien des Namens Hagen gibt, die nicht bewiesenermaßen miteinander verwandt sind, wie die thüringischen Freiherren und Grafen vom Hagen, das neumärkisch-pommersche Uradelsgeschlecht von Hagen, das westfälische Geschlecht von Hagen; die von dem Hagen oder die briefadeligen von Hagen (Generalleutnant Heinrich von Hagen, 1831–1905, Sohn des Kunsthistorikers Ernst August Hagen, wurde 1871 in den preußischen Adelsstand erhoben).
Einige der noch bestehenden Adelsgeschlechter des Namens Hagen haben einen gemeinsamen Familienverband gegründet.
Ferner gibt es bürgerliche Familien gleichen Namens, siehe Hagen (Familienname).